# Angela Deacon
Angela Kaye Deacon (ur. 28 sierpnia 1970) – australijska judoczka.
Uczestniczka mistrzostw świata w 1989 i 1991. Startowała w Pucharze Świata w 1989, 1992 i 1995. Zdobyła siedem medali mistrzostw Oceanii w latach 1992 - 2000. Wygrała mistrzostwa Wspólnoty Narodów w 1992. Mistrzyni Australii w 1991 i 1992 roku.